# Nuoto ai Giochi della XXV Olimpiade - 100 metri stile libero maschili
Hanno partecipato alle batterie di qualificazione 75 atleti: i primi 8 si sono qualificati per la finale A, i successivi 8 invece si sono qualificati per la finale B.

## Finale A
28 luglio 1992
| Posizione | Atleta            | Paese             | Tempo |
| --------- | ----------------- | ----------------- | ----- |
|           | Aleksandr Popov   | Squadra Unificata | 49.02 |
|           | Gustavo Borges    | Brasile           | 49.43 |
|           | Stéphan Caron     | Francia           | 49.50 |
| 4         | Jon Olsen         | Stati Uniti       | 49.51 |
| 4         | Matt Biondi       | Stati Uniti       | 49.53 |
| 6         | Tommy Werner      | Svezia            | 49.63 |
| 7         | Christian Troeger | Germania          | 49.84 |
| 8         | Gennadij Prigoda  | Squadra Unificata | 50.25 |

## Finale B
| Posizione | Atleta              | Paese         | Tempo |
| --------- | ------------------- | ------------- | ----- |
| 9         | Ricardo Busquets    | Porto Rico    | 49.92 |
| 10        | Raimundas Mažuolis  | Lituania      | 50.13 |
| 11        | Christophe Kalfayan | Francia       | 50.49 |
| 12        | Nils Rudolph        | Germania      | 50.62 |
| 13        | John Steel          | Nuova Zelanda | 50.69 |
| 14        | Christopher Fydler  | Australia     | 50.78 |
| 15        | Roberto Gleria      | Italia        | 50.81 |
| 16        | Andrew Baildon      | Australia     | 50.93 |

## Batterie di qualificazione
- Q = Qualificati per la finale A
- q = qualificati per la finale B

| Posizione | Atleta               | Paese                   | Tempo   |
| --------- | -------------------- | ----------------------- | ------- |
| 1         | Aleksandr Popov      | Squadra Unificata       | 49.29 Q |
| 2         | Gustavo Borges       | Brasile                 | 49.49 Q |
| 3         | Jon Olsen            | Stati Uniti             | 49.63 Q |
| 4         | Matt Biondi          | Stati Uniti             | 49.65 Q |
| 5         | Stéphan Caron        | Francia                 | 49.82 Q |
| 6         | Gennadij Prigoda     | Squadra Unificata       | 50.00 Q |
| 7         | Christian Troeger    | Germania                | 50.05 Q |
| 8         | Tommy Werner         | Svezia                  | 50.08 Q |
| 9         | Raimundas Mažuolis   | Lituania                | 50.17 q |
| 10        | Christopher Fydler   | Australia               | 50.26 q |
| 11        | Nils Rudolph         | Germania                | 50.29 q |
| 12        | Christophe Kalfayan  | Francia                 | 50.30 q |
| 13        | Ricardo Busquets     | Porto Rico              | 50.31 q |
| 14        | John Steel           | Nuova Zelanda           | 50.59 q |
| 15        | Andrew Baildon       | Australia               | 50.59 q |
| 16        | Giorgio Lamberti     | Italia                  | 50.65   |
| 17        | Roberto Gleria       | Italia                  | 50.66 q |
| 18        | Hakan Karsson        | Svezia                  | 50.73   |
| 19        | Stephen Clarke       | Canada                  | 50.73   |
| 20        | Bela Szabados        | Ungheria                | 50.78   |
| 21        | Mike Fibbens         | Regno Unito             | 50.93   |
| 22        | Rodrigo Gonzalez     | Messico                 | 51.04   |
| 23        | Stefan Volery        | Svizzera                | 51.05   |
| 24        | Paul Howe            | Regno Unito             | 51.12   |
| 25        | E. Nascimento        | Brasile                 | 51.17   |
| 26        | Franz Mortensen      | Danimarca               | 51.29   |
| 27        | Uğur Taner           | Turchia                 | 51.34   |
| 28        | Jarl Melberg         | Norvegia                | 51.39   |
| 29        | Seddon Keyter        | Sudafrica               | 51.42   |
| 30        | Mladen Kapor         | Jugoslavia              | 51.44   |
| 31        | Yoav Bruck           | Israele                 | 51.46   |
| 32        | Indrek Sei           | Estonia                 | 51.47   |
| 33        | Yves Clausse         | Lussemburgo             | 51.47   |
| 34        | Tsutomu Nakano       | Giappone                | 51.63   |
| 35        | Krysztof Cwalina     | Polonia                 | 51.70   |
| 36        | Nicholas Sanders     | Nuova Zelanda           | 51.77   |
| 37        | Giovanni Linscheer   | Suriname                | 51.82   |
| 38        | Janne Blonqvist      | Finlandia               | 51.86   |
| 39        | Michael Wright       | Hong Kong               | 51.88   |
| 40        | Xie Jun              | Cina                    | 51.94   |
| 41        | Darren Ward          | Canada                  | 52.05   |
| 42        | Arthur Li            | Hong Kong               | 52.22   |
| 43        | Allan Murray         | Bahamas                 | 52.43   |
| 44        | Stavros Michaelides  | Cipro                   | 52.54   |
| 45        | Shigeo Ogata         | Giappone                | 52.74   |
| 46        | Ivor le Roux         | Zimbabwe                | 52.92   |
| 47        | Enrico Linscheer     | Suriname                | 52.94   |
| 48        | Marc Verbeeck        | Belgio                  | 52.97   |
| 49        | Sebastian Lasave     | Argentina               | 53.07   |
| 50        | Geri Mewett          | Bermuda                 | 53.14   |
| 51        | Ian Reynor           | Bermuda                 | 53.16   |
| 52        | Mohamed Elazoul      | Egitto                  | 53.31   |
| 53        | Nikos Paleokrassas   | Grecia                  | 53.47   |
| 54        | Rhoderick McGown     | Zimbabwe                | 53.65   |
| 55        | Patrick Sagisi       | Guatemala               | 53.90   |
| 56        | Wi Jin Yeo           | Singapore               | 54.44   |
| 57        | Plutarco Castellanos | Honduras                | 54.66   |
| 58        | Gustavo Bucaro       | Guatemala               | 54.74   |
| 59        | Adrian Romero        | Guam                    | 54.77   |
| 60        | Laurent Alfred       | Isole Vergini Americane | 54.89   |
| 61        | Helder Torres        | Guatemala               | 55.38   |
| 62        | Frank Leskaj         | Albania                 | 55.50   |
| 63        | Émile Lahoud         | Libano                  | 55.51   |
| 64        | Mouhamed Diop        | Senegal                 | 55.82   |
| 65        | Hussein Al Sadiq     | Arabia Saudita          | 55.96   |
| 66        | Ahmed Faraj          | Emirati Arabi Uniti     | 56.05   |
| 67        | Ivan Roberts         | Seychelles              | 56.15   |
| 68        | Bruno Ndiaye         | Senegal                 | 56.39   |
| 69        | Jarrah Al-Asmawi     | Kuwait                  | 56.72   |
| 70        | Mohammed Bin Abid    | Emirati Arabi Uniti     | 56.82   |
| 71        | Carl Probert         | Figi                    | 57.25   |
| 72        | Kenny Roberts        | Seychelles              | 58.86   |
| 73        | Foy Chung            | Figi                    | 1:03.96 |
| 74        | Ahmed Imthiyaz       | Maldive                 | 1:04.96 |
| 75        | Mohamed Rasheed      | Maldive                 | 1:08.12 |